# Деревская земля

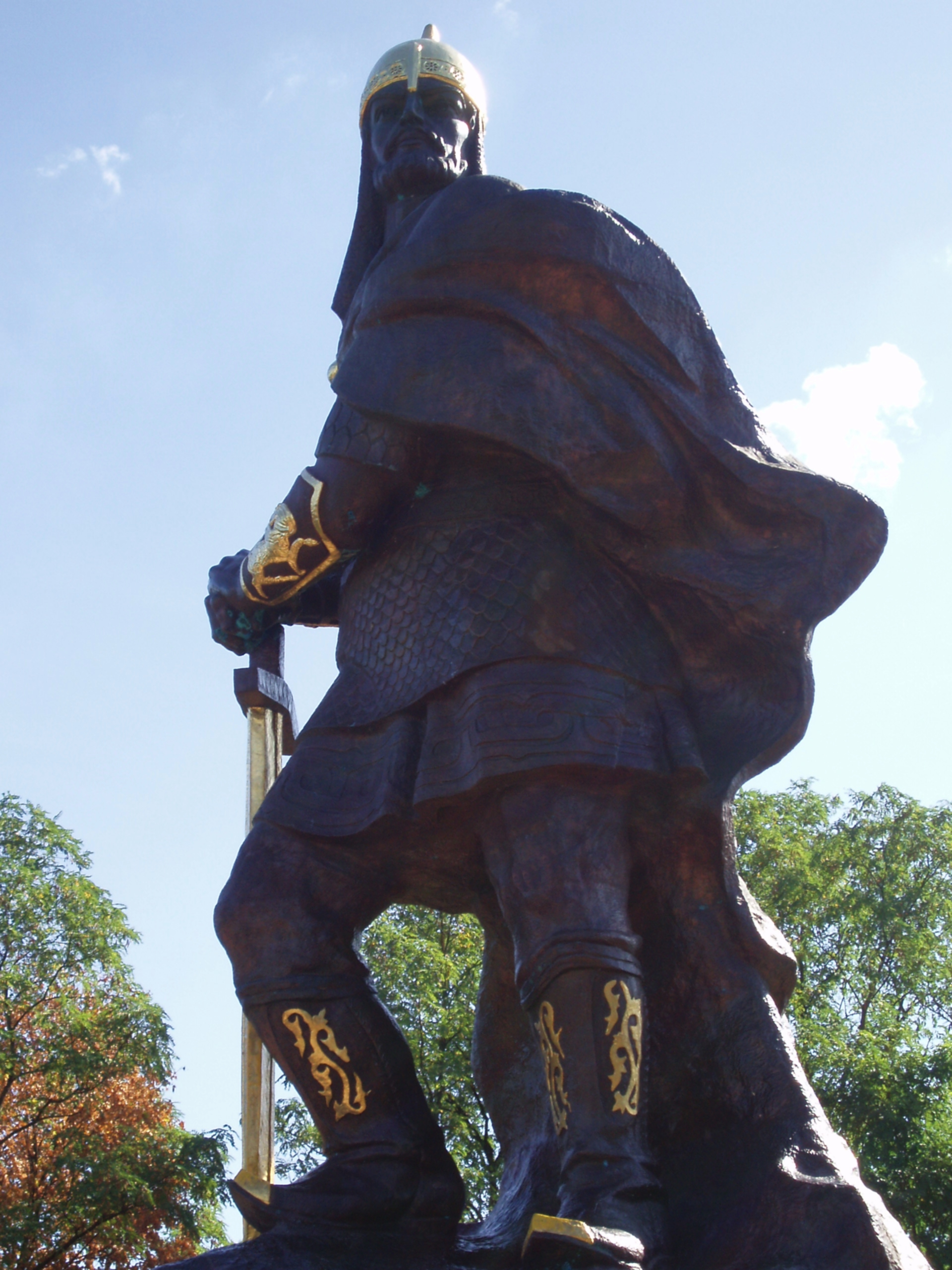
Фрагмент памятника князю Малу в городе Коростене, Украина

Дере́вска́я земля (Древска́я земля) — племенная предгосударственная организация древлян до подчинения Киеву.

## Антропология
Древляне характеризовались широколицым и мезокефальным типом, близким к антропологии культуры колоколовидных кубков.

## Территория
Краткость летописных сведений о территории древлян вызвала значительные расхождения в определении её границ у историков и археологов. На основании некоторых косвенных данных А. А. Шахматов сделал вывод о проникновении древлян на левый берег Днепра. Этого же мнения придерживался В. А. Пархоменко, который считал, что и Киев был некогда древлянским городом и только в X в. его завоевали поляне.
Указание на то, что древляне жили на левом берегу Днепра дает рассказ о мести Ольги древлянам. Подчинив Древлян, Ольга отправилась с дружиной по Древской земле «вставляя уставы и уроки, и суть положения есть и ловища, и по Днепру и по Десне…».
Позже ареал проживания древлян стал соответствовать ареалу лука-райковецкой культуры (гл. образом в Житомирской и на западе Киевской области).
На севере Древляне по реке Припять были соседями дреговичей, на западе граничили с дулебами (волынянами) в междуречье Случа и Горыни.

## Упоминания
Как писал Нестор Летописец в Повести временных лет, в библейские времена, после потопа, один из трех сынов Ноя Яфет, после распределения Земли получил Мидию, Албанию, Армению Малую и Большую, Каппадокию, Пафлогонию, Галатею, Колхиду, Боспорию, Меотию, Дервию, Сарматию, Таврианию, Скифию.
На рубеже нашей эры территорию края заселяли племена зарубинецкой археологической культуры, которая отвечает историческим славянам венедам. Готский историк VI века Иордан сообщает в труде «О происхождении и действиях готов», что севернее от многочисленного племени антов, которые по данным римского историка середины VI столетия Прокопия Кесарийского («Война с готами») проживали на территории от среднего Поднепровья к северному Придунайю, жили славянские племена венедов (винетов, венедов). Об этих же племенах в своих работах упоминают также Плиний Старший («Естественная история»), Корнелий Тацит («Германия»), Клавдий Птоломей («География»). По их данным, восточная часть этих племен проживала в лесной местности на юг от Припяти (Волынско-Житомирское Полесье), а западная от Западного Буга до Вислы и Балтийского моря, вытеснив в начале I-го тысячелетия до нашей эры оттуда кельтов.

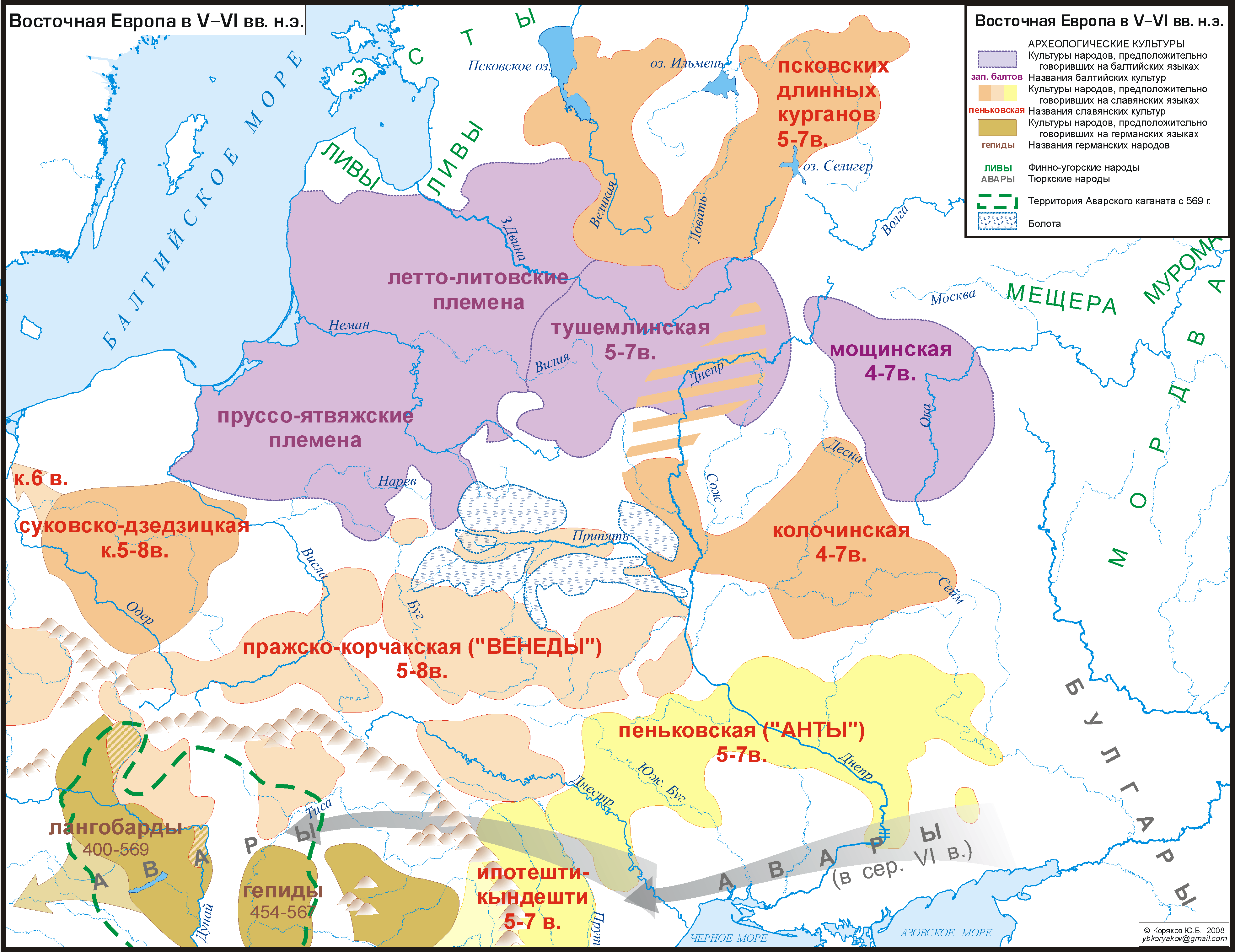
Пражско-корчакская культура в V—VII вв.

По свидетельству Повести временных лет, поляне долгое время находились в подчиненном положении у древлян: «быша обидимы деревляны и инъми околными». По сообщению Прокопия Кесарийского, в 546 году венеды в открытом бою победили антов.
По мнению академика Б. А. Рыбакова и других ученых, в конце VII столетия группа племен, которая обитала в бассейне реки Уж, объединились в племенной союз вокруг сильнейшего племени, носившего имя древлян. Первое упоминание о древлянском племени находим в труде византийского императора X века Константина Багрянородного "Об управлении государством ", где среди других славянских племен говорится и о древлянах.
По свидетельству Повести временных лет, у древлян во времена Кия, Щека и Хорива было своё княжение. Летопись упоминает также князя Мала и «лучших мужей, управлявших Деревскою землею».
После войн Олег (882—912) впервые наложил на древлян дань. В 946 году при Ольге земли древлян окончательно входят в состав Древнерусского государства, а с 1016—1054 г. в состав Киевского княжества.
Политическим центром древлян являлся город Искоростень, после сожжения княгиней Ольгой в 945 году его заменил Вручий.